# Narwa (miasto)

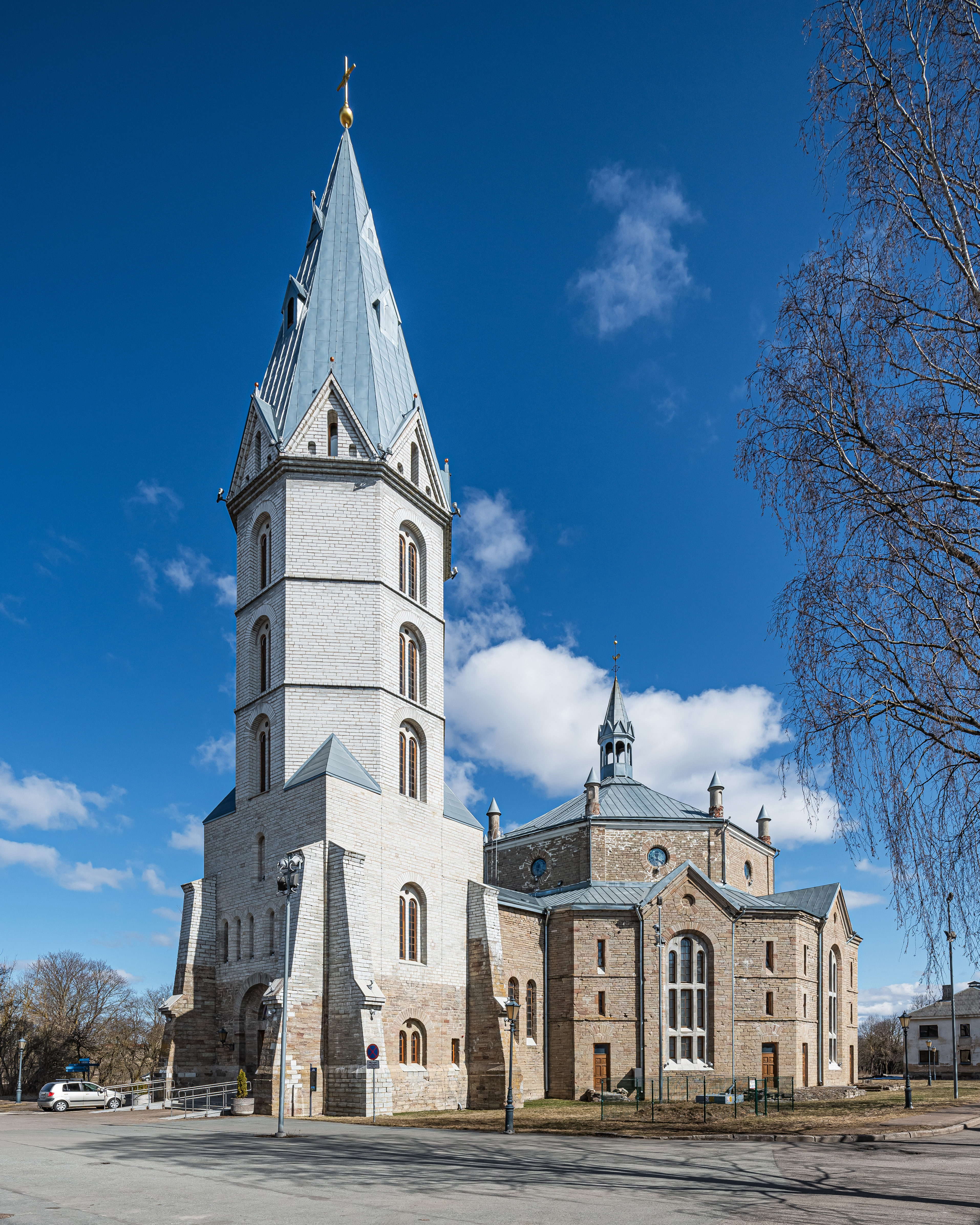
Kościół luterański (Aleksandri kirik)

Narwa (est. Narva, niem. Narwa, ros. Нарва) – miasto w północno-wschodniej Estonii, na granicy z Rosją, nad rzeką Narwą, niedaleko ujścia tej rzeki do Zatoki Fińskiej. Populacja wynosi 53 360 osób (2024).
Po drugiej stronie rzeki leży rosyjskie miasto Iwangorod, dawniej część Narwy, w 1945 roku zostało ono włączone przez władze sowieckie do Rosyjskiej FSRR.

## Historia
Strategiczne położenie Narwy spowodowało, że w jej okolicach rozgrywało się wiele konfliktów zbrojnych. M.in. podczas:
- wojen inflanckich: 1558, 1581 (6 września 1581 wojska szwedzkie zdobyły miasto i wymordowały całą ludność[1]),
- III wojny północnej (wielkiej wojny północnej): 1700 (najistotniejsza), 1704,
- wojny estońsko-bolszewickiej (wojny o niepodległość Estonii): bitwa o Narwę w 1918, następnie wkroczenie wojsk estońskich do miasta w styczniu 1919,
- II wojny światowej: 1944.

## Demografia
Do wybuchu II wojny światowej Narwa była etnicznie estońska, podobnie jak stanowiący jej część leżący obecnie w Rosji Iwangorod. W 1940 roku ZSRR przeprowadził wysiedlenia Estończyków i Niemców z Narwy, a na ich miejsce osiedlono Rosjan, szczególnie w okresie odbudowy miasta ze zniszczeń wojennych. W okresie radzieckim oba miasta posiadały wspólną infrastrukturę, m. in. energetyczną i sanitarną. 
Po odzyskaniu przez Estonię niepodległości w mieście osiadła pewna liczba Estończyków, którzy objęli stanowiska w administracji państwowej i służbach publicznych, jednak wciąż ludność rosyjska stanowi zdecydowaną większość populacji. W 2007 roku miasto, które liczyło ponad 67 497 mieszkańców i zajmowało obszar 84,54 km², miało 93,85% mieszkańców rosyjskojęzycznych, z czego 86,41% Rosjan. Estończycy stanowili jedynie 4% mieszkańców Narwy.
W 2024 roku miasto zamieszkane było przez 53 360 osób.

## Gospodarka
W mieście rozwinął się przemysł włókienniczy, bawełniany, materiałów budowlany, metalowy, maszynowy, drzewny oraz spożywczy.

## Transport
Przez Narwę przebiega estońska droga krajowa nr 1 z Tallinna. Jest ona częścią trasy europejskiej E20 z lotniska Shannon w Irlandii do Petersburga w Rosji.
W mieście znajduje się stacja kolejowa Narwa na historycznej linii z Paldiski do Petersburga, wybudowanej w 1870 roku. Obecnie z Narwy można dojechać do Tallinna lub do Moskwy oraz Petersburga (połączenia międzynarodowe obsługuje spółka GO Rail, krajowe Elron).
W mieście znajduje się trawiaste lotnisko Olgina, używane obecnie głównie dla spadochroniarstwa. Może ono obsłużyć samoloty o masie do pięciu ton. Miasto wraz z sąsiednią gminą Vaivara chce utworzenia większego portu lotniczego, mogącego obsłużyć ruch międzynarodowy.

## Miasta partnerskie
- Donieck
- Gmina Tinglev
- Karlskoga
- Elbląg

## Urodzeni w Narwie
- Paul Keres – szachista
- Adolf Szyszko-Bohusz – architekt